# Jalen Suggs
Jalen Rashon Suggs (Saint Paul, 3 de junho de 2001) é um jogador norte-americano de basquete que atualmente joga no Orlando Magic da National Basketball Association (NBA).
Ele jogou basquete universitário por Gonzaga e foi selecionado pelo Magic como a quinta escolha geral do draft da NBA de 2021.

## Primeiros anos
Filho de Larry Suggs e Molly Manley, Jalen nasceu em Saint Paul, Minnesota. O pai de Suggs era um atleta local. 
Suggs começou a jogar basquete em tenra idade. Na sétima série, ele jogou três jogos de basquete na Minnehaha Academy, uma escola cristã particular em Minneapolis. Suggs foi titular no time do colégio como aluno da oitava série e teve médias de 17,5 pontos, 4,4 roubadas de bola e 4,0 assistências.

## Carreira no ensino médio
Como calouro na Minnehaha Academy, Suggs teve médias de 21,5 pontos, 8,0 rebotes e 5,0 assistências. Ele marcou 22 pontos, incluindo 15 no segundo tempo, para vencer o Campeonato Estadual sobre Crosby-Ironton High School.
Em sua segunda temporada, ele teve médias de 16,0 pontos, 9,2 rebotes e 3,4 assistências, levando sua equipe a outro título estadual. Suggs foi selecionado para a Primeira-Equipe do Estado pela Associated Press (AP).
Em seu terceiro ano, ele teve médias de 23,3 pontos, 4,7 rebotes e 6,3 assistências, vencendo o terceiro campeonato estadual consecutivo. Em seu último ano, ele teve médias de 23,3 pontos, 7,5 rebotes, 5,0 assistências e 3,9 roubos de bola.
Suggs saiu como o maior artilheiro de todos os tempos da escola com 2.945 pontos. Ele foi nomeado o Mr. Basketball de Minnesota e foi chamado para jogar no McDonald's All-American Game, Jordan Brand Classic e Nike Hoop Summit, mas todos os três jogos foram cancelados devido à pandemia do COVID-19.
Além do basquete, Suggs jogou como quarterback no futebol americano. Em seu terceiro ano, ele liderou sua equipe ao título do campeonato estadual. Em sua última temporada, Suggs ajudou a equipe a terminar como vice-campeão do estadual e foi nomeado Mr. Football de Minnesota. Em seu último ano, ele foi reconhecido como Atleta do Ano da MaxPreps por seu sucesso no basquete e no futebol americano. Ele se tornou o primeiro atleta na história de Minnesota a ganhar os prêmios Mr. Basketball e Mr. Football do estado na mesma temporada.

### Recrutamento
Em 3 de janeiro de 2020, Suggs se comprometeu a jogar basquete universitário em Gonzaga, rejeitando as ofertas de Flórida, Flórida State, Iowa State e Minnesota. Ele se tornou o jogador mais bem classificado a se comprometer com a universidade. Suggs era um recruta de cinco estrelas de consenso, com a ESPN considerando-o o quinto melhor jogador da classe de 2020. No futebol americano, Suggs foi considerado um quarterback de quatro estrelas pela ESPN.
| Nome | Cidade Natal                                  | Escola                 | Altura             | Peso           | Data                 |
| --- | --------------------------------------------- | ---------------------- | ------------------ | -------------- | -------------------- |
| Jalen Suggs G | St. Paul, MN                                  | Minnehaha Academy (MN) | 6 ft 5 in (1.96 m) | 200 lb (91 kg) | 3 de janeiro de 2020 |
| Jalen Suggs G | Recrutamento: Rivals: 247Sports: ESPN: 96/100 |                        |                    |                |                      |
| Rankings: Rivals: 11º \| 247Sports: 13º \| ESPN: 6º |                                               |                        |                    |                |                      |
| - Nota: Em muitos casos, Scout, Rivals, 247Sports e ESPN podem entrar em conflito em suas listas de altura e peso, nestes casos, a média foi obtida. - Fonte: |                                               |                        |                    |                |                      |

## Carreira universitária
Em 25 de novembro de 2020, em sua estreia em Gonzaga, Suggs registrou 24 pontos e oito assistências na vitória por 102-90 sobre Kansas. Em 19 de dezembro, ele registrou 27 pontos, sete rebotes e quatro assistências em uma vitória por 99-88 sobre Iowa.
Em 9 de março de 2021, Suggs registrou 23 pontos, cinco rebotes e cinco assistências em uma vitória por 88-78 contra BYU na final do Torneio da WCC. Ele foi nomeado o MVP do torneio. No Final Four do Torneio da NCAA de 2021, Suggs acertou a cesta da vitória contra UCLA e levou Gonzaga para a final do campeonato.
Como calouro, ele teve médias de 14,4 pontos, 5,3 rebotes e 4,5 assistências e foi selecionado para a Segunda-Equipe All-American, Primeira-Equipe da West Coast Conference (WCC) e Novato do Ano.
Em 19 de abril de 2021, Suggs se declarou para o draft da NBA de 2021, renunciando à elegibilidade universitária restante.

## Carreira profissional

### Orlando Magic (2021–Presente)
Suggs foi selecionado pelo Orlando Magic como a quinta escolha geral no draft da NBA de 2021. Em 3 de agosto de 2021, ele assinou um contrato de 4 anos e US$29.9 milhões com o Magic.
Em 9 de agosto, ele fez sua estreia na Summer League e registrou 24 pontos, nove rebotes, três bloqueios e duas roubadas de bola em uma vitória por 91-89 contra o Golden State Warriors. Em 20 de outubro, Suggs fez sua estreia na NBA e marcou 10 pontos na derrota por 123-97 para o San Antonio Spurs.
Em 29 de novembro, Suggs fraturou o polegar direito em uma derrota por 101-96 para o Philadelphia 76ers, terminando o jogo com 17 pontos antes de ser removido devido à lesão. Ele perdeu vinte jogos com a lesão. Após o término da temporada de 2021-22, Suggs passou por uma cirurgia no tornozelo direito.
Em 18 de novembro de 2022, contra o Chicago Bulls, Suggs acertou a cesta de três pontos da vitória em uma vitória de 108-107. Em 4 de fevereiro de 2023, ele foi suspenso pela NBA por um jogo devido ao seu papel em uma briga durante um jogo contra o Minnesota Timberwolves no dia anterior.
Em 5 de janeiro de 2024, Suggs registrou um recorde da carreira de 27 pontos em uma vitória de 122-120 sobre o Denver Nuggets. Em 25 de abril de 2024, Suggs registrou um recorde da carreira nos playoffs de 24 pontos em uma vitória por 121-83 no Jogo 3 da Primeira Rodada contra o Cleveland Cavaliers. No Jogo 6 da mesma série, à beira da eliminação, Suggs marcou 22 pontos para ajudar o Magic a forçar o Jogo 7. Suggs foi nomeado para a Segunda-Equipe Defensiva no final da temporada, tornando-se o terceiro jogador na história da franquia a receber essa honra e o primeiro desde Dwight Howard na temporada de 2011-12.

## Carreira na seleção
Suggs ganhou uma medalha de ouro com os Estados Unidos na Copa América Sub-16 de 2017 em Formosa, Argentina. Em quatro jogos, ele teve médias de 7,5 pontos e 2,8 rebotes.
Na Copa do Mundo Sub-17 de 2018 na Argentina, Suggs teve médias de 8,7 pontos e 3,3 roubadas de bola e ganhou outra medalha de ouro. Ele também jogou na Copa do Mundo Sub-19 de 2019 em Heraklion, Grécia e teve média de 9,6 pontos, ajudando sua equipe a conquistar a medalha de ouro.

## Estatísticas da carreira

### NBA

#### Temporada regular
| Ano      | Equipe   | PJ  | PT  | MPJ  | AP   | 3P   | LL   | RT  | AS  | BR  | TO | PPJ  |
| -------- | -------- | --- | --- | ---- | ---- | ---- | ---- | --- | --- | --- | -- | ---- |
| 2021–22  | Orlando  | 48  | 45  | 27.2 | .361 | .214 | .773 | 3.6 | 4.4 | 1.2 | .4 | 11.8 |
| 2022–23  | Orlando  | 53  | 19  | 23.5 | .419 | .327 | .723 | 3.0 | 2.9 | 1.3 | .5 | 9.9  |
| 2023–24  | Orlando  | 75  | 75  | 27.0 | .471 | .397 | .756 | 3.1 | 2.7 | 1.4 | .6 | 12.6 |
| Carreira | Carreira | 176 | 139 | 25.9 | .417 | .312 | .750 | 3.2 | 3.3 | 1.3 | .5 | 11.4 |

#### Playoffs
| Ano  | Equipe  | PJ | PT | MPJ  | AP   | 3P   | LL   | RT  | AS  | BR  | TO | PPJ  |
| ---- | ------- | -- | -- | ---- | ---- | ---- | ---- | --- | --- | --- | -- | ---- |
| 2024 | Orlando | 7  | 7  | 33.2 | .402 | .292 | .767 | 5.1 | 3.3 | 1.3 | .4 | 14.7 |

### Universitário
| Ano     | Equipe  | PJ | PT | MPJ  | AP   | 3P   | LL   | RT  | AS  | BR  | TO  | PPJ  |
| ------- | ------- | -- | -- | ---- | ---- | ---- | ---- | --- | --- | --- | --- | ---- |
| 2020–21 | Gonzaga | 30 | 30 | 28.9 | .503 | .337 | .761 | 5.3 | 4.5 | 1.9 | 0.3 | 14.4 |

## Prêmios e Homenagens
NBA
- NBA All-Defensive Team:
  - Segundo Time: 2024

## Vida pessoal
Suggs tem duas irmãs mais novas. Seu pai, Larry, é primo em segundo grau do jogador da NFL, Terrell Suggs, duas vezes campeão do Super Bowl. Jalen também é primo de Eddie Jones, três vezes selecionado para o All-Star Game da NBA, e do jogador do Indiana Pacers, Tyrese Haliburton. Ele tem vários outros primos que jogaram basquete na Divisão I da NCAA. Suggs está namorando a jogadora de basquete feminino de Louisville, Hailey Van Lith.